# Siergiej Kucow (piłkarz)
Siergiej Kucow (kirg. Сергей Куцов; ur. 23 kwietnia 1977, Kirgiska SRR) – kirgiski i kazachski piłkarz, grający na pozycji obrońcy, reprezentant Kirgistanu.

## Kariera piłkarska

### Kariera klubowa
W 1993 rozpoczął karierę piłkarską w klubie Ałga Biszkek, który potem nazywał się Ałga-PWO Biszkek i SKA-PWO Biszkek. W 1999 wyjechał do Kazachstanu, gdzie bronił barw najpierw drugiej drużyny Kajratu CSKA Kajrat Ałmaty, a potem i pierwszej Kajrat Ałmaty. W 2005 przeniósł się do Temirżołszy Ałmaty. Potem występował w klubach Żetysu Tałdykorgan, Kajsar Kyzyłorda i Wostok Öskemen, po czym w 2010 wrócił do Kajratu.

### Kariera reprezentacyjna
Występował w reprezentacji Kirgistanu. Łącznie rozegrał 16 spotkań, strzelił 3 gola.

## Sukcesy

### Sukcesy klubowe
- mistrz Kirgistanu: 1993
- zdobywca Pucharu Kirgistanu: 1996, 1997, 1998, 1999